# El Samán de Apure
Pour les articles homonymes, voir Saman.
El Samán de Apure est la capitale de la paroisse civile de Mucuritas de la municipalité d'Achaguas dans l'État d'Apure au Venezuela.